# Sega Chihiro
Sega Chihiro es una placa de arcade desarrollada por Sega, y destinada a los salones recreativos.

Logo de Sega Chihiro.

## Descripción
El Sega Chihiro fue lanzado por Sega en 2002 y está basada en la arquitectura de la consola Xbox de Microsoft.
Posee un procesador Intel Pentium III de 733 MHz y una GPU nVidia XChip de 200 MHz (basado en la GeForce 3).

## Especificaciones técnicas

### Procesador
- Intel Pentium III de 733 MHz
- Memoria RAM: desde 64 MB hasta 512 MB

### Audio
1. Cirrus Logic CS4630 Stream Processor (20-bit DAC, programable para manejar los flujos de sonido 3D, sonido 2D —incluyendo MIDI compatible con DLS—, aceleración MP3, efectos ambientales Sensaura, y otras funciones).
2. Otros sonidos pueden ser generados por la CPU a través de los engines.
3. nVidia nForce (Real time Dolby Digital 5.1 encoding).

### Video
- nVidia XChip de 200 MHz (basada en la GeForce 3).
  - Geometría: 125 millones de polígonos por segundo.
  - Velocidad de rendering: 4.0 gigapixeles por segundo.
  - Características adicionales: programmable vertex and pixel shading, hardware Transform & Lighting engine, Quincunx FSAA, Anisotropic filtering, bump mapping, hardware lighting, particle effects, other standard 3D features.

## Lista de videojuegos[2]
- Crazy Taxi High Roller (2003)
- Ghost Squad (2004)
- Gundam Battle Operating Simulator (2005)
- Mobile Suit Gundam 0079 Card Builder (2005)
- Mobile Suit Gundam 0079 Card Builder Ver.2.00 (2006)
- Mobile Suit Gundam 0083 Card Builder (2007)
- Mobile Suit Gundam 0083 Card Builder Ryouyuu Gekitotsu (2007)
- Ollie King (2004)
- Out Run 2 (2003)
- Out Run 2 SP (2004)
- Quest Of D (2004)
- Quest Of D Gofu no Keisyousya (2006)
- Quest Of D Oukoku no Syugosya (2006)
- Quest Of D The Battle Kingdom (2007)
- Sangokushi Taisen (2005)
- Sangokushi Taisen 2 (2006)
- Sega Golf Club Network Pro Tour (2004)
- Sega Golf Club Version 2006 Next Tours (2006)
- Sega Network Taisen Mahjong MJ 2 (2004)
- Sega Network Taisen Mahjong MJ 3 (2005)
- Sega Network Taisen Mahjong MJ 3 Evolution (2007)
- The House Of The Dead III (2002)
- Virtua Cop 3 (2003)
- Wangan Midnight Maxi Boost / Wangan Midnight Maximum Tune (2004)
- Wangan Midnight Maxi Boost 2 / Wangan Midnight Maximum Tune 2 (2005)